# Belec vára
Belec vára (horvátul: Belecgrad) egy várrom Horvátországban, a Zlatarhoz tartozó Juranšćina település határában.

## Fekvése
Belec településtől 3 és fél km-re északra, az Ivaneci-hegység egyik 540 méter magas fennsíkján találhatók romjai.

## Története
A neves horvát történész Emilij Laszowski szerint a vár a 13. század végén épült. Építtetői valószínűleg akkori birtokosai a Kőszegiek voltak, akiknek 1270-ben II. Ottokár cseh királynak kellett átadni, de 1272-ben a zagorjei birtokok újra visszakerültek a Kőszegiekhez. Belec várát 1334-ben említik először, amikor Cillei Frigyes ezt a birtokát Németújvári Péternek adja át. Ezután a Németújváriaké 1339-ig, majd királyi kézre került. 1399-től ismét a Cillei családé, majd Cillei Ulrik meggyilkolása után 1456-tól özvegyéé Brankovics Kataliné, 1457-től a Vitovec családé, 1489-től Székely Jakabé, 1494-től Corvin Jánosé, majd halála után 1504-től özvegyéé, Frangepán Beatrixé. 1509-től házasság révén Brandenburgi Györgyé, 1514-től a Gyulay családé, 1567-től a Túróczyaké, 1634-től Keglevich Zsigmondé, majd 1635-től borkunoveci Mikulich Tamásé és Sándoré. Ezután 1657-től a kincstáré, melytől még abban az évben Erdődy II. György birtoka lett. 1674-től Erdődy Erzsébet révén újra a Keglevicheké, 1706-tól Auersperg Anna Borbáláé, majd még abban az évben Rátkay Ádám Benedeké, 1720-tól pedig Matacsich Ferencé. Utolsó tulajdonosai a Najsichek, a Jurenichek és végül a Rukavinaiak voltak. A várat valószínűleg már a Rátkayak elhagyták és kényelmes kastélyaikba költöztek. Épületei azóta pusztulnak.

## A vár mai állapota
A vár megközelítőleg trapéz alakú, hosszúsága 60, szélessége 21 méter. Három oldalról meredek hegyoldal védi, így megközelíteni csak a nyugati oldalról lehet, ahol egy sziklába vágott árkon átívelő hídon keresztül jutunk a déli védőfal közepén álló kaputoronyhoz. Az árkot egykor feltehetően felvonóhíddal hidalták át. A kaputornyon átvezető út után derékszögben lehetett a vár főkapujához jutni, majd ezután egy téglalap alakú szűk udvar következik, melynek jobb oldalán gazdasági épületek maradványai találhatók. Az épületek falai mind a nyugati, mind a déli, mind az északi oldalon a védőfalakra támaszkodnak. A főkapuval szemben az északi oldalon állt az egykori kétszintes várpalota. A vár déli oldalát egy hatalmas, félkör alakú rondellával erősítették meg, mely elé egy szintén félkör alakú falszorost emeltek, hogy a várba vezető utat fedezze. Ez az építmény erősítette a nyugati falszakasz védelmét is.